# Таванн, Гильом де Со

Герб Гильома де Со, сеньора де Таванна

Гильом де Со, виконт де Таванн (фр. Guillaume de Saulx, seigneur de Tavannes; 1553—1633) — французский историк, военный.

## Биография
Старший сын полководца Гаспара де Со, сеньора де Таванна, который был губернатором Бургундии.
Был, как и его брат Жан, сторонником католической лиги, но в 1589 году присоединился к Генриху IV. Отличился в Битве при Фонтен-Франсез (1595).
Был женат на Катрин Шабо, дочери Леонора Шабо де Шарни, внучке Филиппа Шабо.
Автор мемуаров, которые являются ценным источником по истории Франции 1560—1596 годов. В своих мемуарах опровергает версию личного участия своего отца в соучастии в убийствах Варфоломеевской ночи.

## Избранные труды
- «Mémoires historiques des choses advenues en France et guerres civiles depuis l’année 1560 jusqu’en 1596» (1625)